# ArchLord
ArchLord је игра типа ММОРПГ коју су произвеле компаније NHN Corporation и Codemasters Online Gaming (ЦОГ). Игра је пуштена на тржиште марта 2005. године у Јужној Кореји, па октобра наредне године у Северној Америци и Европи, и није имала најбољи пријем. Августа 2007. године ArchLord је добио прву експанзију, под називом Season of Siege, и упоредно постао бесплатан за играње. Друга експанзија, Spirits Awakening, објављена је наредне године. Компанија Webzen је 2009. преузела лиценцу и пустила игру на тржишта којима ЦОГ није имао приступ. Исте године објављена је седма експанзија, Heaven & Hell. Игрица је постала недоступна 1. јануара 2014. године.
Уметник Џин-Хван Парк је 2005. године написао и илустровао стрип (манхву) базирану на овој игрици. Стрип се објављивао до 2008. године, са укупно шест томова. У Србији, издавачка кућа Dukrees Communications превела је први том 3. децембра 2009. године. Наслов је најављен објавом трејлера 15. октобра исте године, док је промоција одржана је 27. новембра у Дому Омладине, заједно са удружењем Сакурабана. Превод другог тома најављен је 27. јануара 2010. године, али издање никада није објављено, након чега је издавачка кућа престала са радом.

## Начин игре
Играчи се боре против разних чудовишта како би од њих добили материјале за прављење нових алата, оружја и оклопа, и унапређивање истог. Играчи такође могу да користе Алхемију како би направили напитке и претворили себе чудовишта.
Поред убијања чудовишта, играчи могу да размењују предмете међу собом. Такође, играчи се могу борити међу собом како би постали Арклорд. Сервери могу да имају само једног Арклорда, с тим да се он мења на сваких месец дана. Играч који је Арклод има приступ замку, змају и може да контролише време.

## Радња

### Игрица
Прича се одвија на континенту Кантара, који настањују оркови, људи, вилењаци Месечине, и Драгонскиони.
Људи су петсто година били робови орковима, успевши побуном да се ослободе њихове власти. Међутим, Кантру је петсто година након тога ударио земљотрес који је потопио велики део континента, те су оркови и људи били приморани да се преселе на западни предео.
Вилењаци Месечине су некада давно били део три вилењачке расе. Међутим, дошло је до сукоба, и доживели су велики пораз. Само је неколицина мушкараца преживела и заједно са женама и децом побегла под сенку. Жене су потом рађале још жена, па су вилењаци били приморани да изађу из сенке и потраже нова решења.
Драконскиони су последња раса змајева која је настанила Кантру. Настали су од коже и костију моћног змаја Митезиза.

### Стрип
Прича прати човека званог Леон и његовог пријатеља, полуорка Угдрасила, који су се нашли усред хиљадугоишње борбе за мистериозне артефакте познате као Аркони.

## Спољашњи извори
- Одељак о стрипу на вебсајту MyAnimeList (језик: енглески)